# Meer van Joly
Het meer van Joly (lac du Val Joly) is een stuwmeer in Noord-Frankrijk tegen de Belgische grens, ten oosten van de stad Avesnes-sur-Helpe.
Enkele plaatsen nabij het meer zijn Liessies, Willies en Eppe-Sauvage.
De Val Joly is de belangrijkste verswaterbron ten noorden van Parijs.